# São Lourenço (Cap-Vert)
Pour les articles homonymes, voir São Lourenço.
São Lourenço est un village du Cap-Vert sur l’île de Fogo.
On y trouve une église animée par des moines capucins italiens

## Personnalité
- Henrique Teixeira de Sousa (1919-2006), écrivain, y est né.